# Bärbel Wohlleben

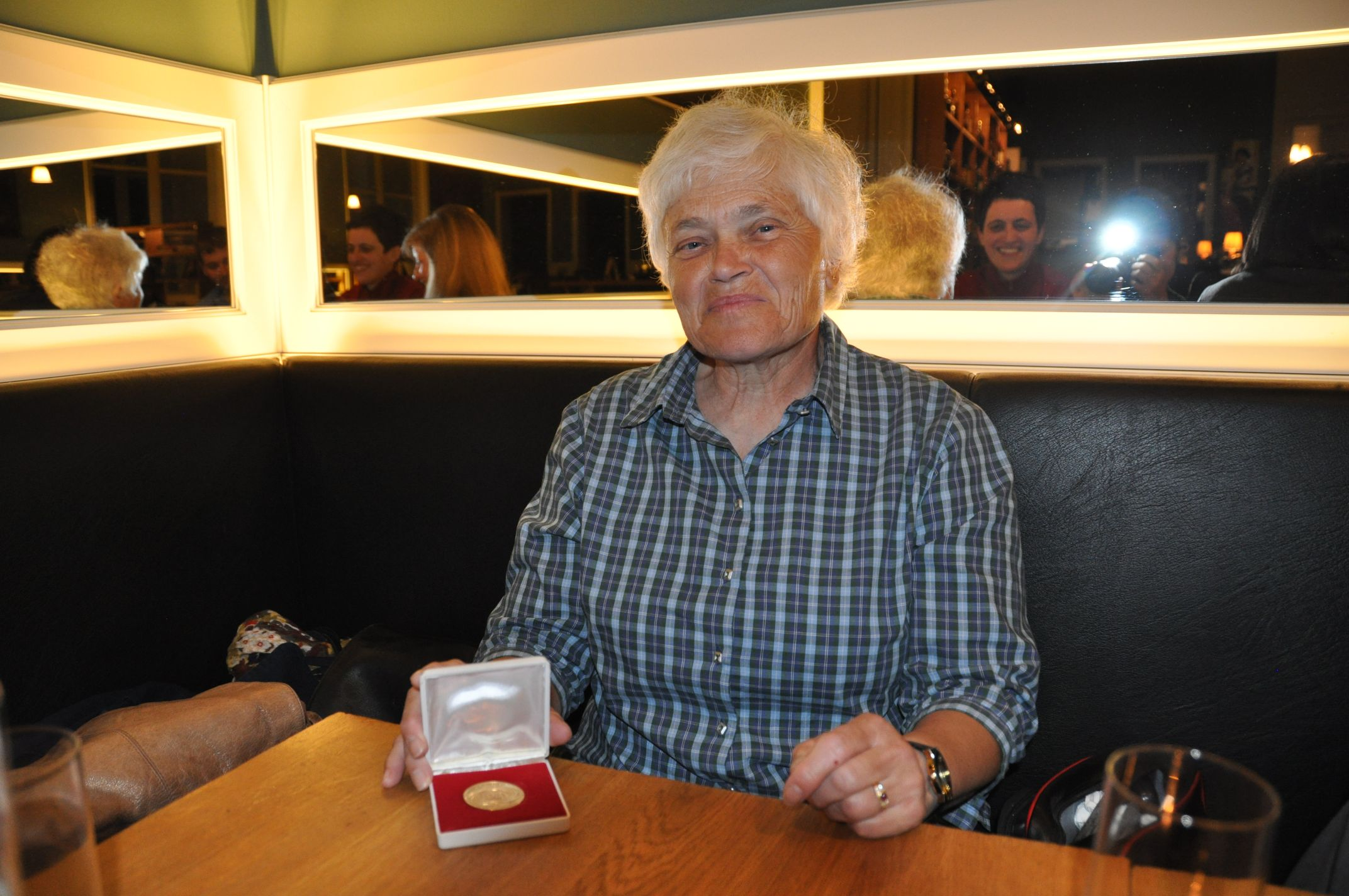
Bärbel Wohlleben (2011)

Bärbel Wohlleben (* 26. Dezember 1943) ist eine ehemalige deutsche Fußballspielerin. Sie gewann im Jahr 1974 mit der TuS Wörrstadt die erste offiziell vom DFB durchgeführte deutsche Meisterschaft der Frauen. Ihr dabei erzielter Treffer zum 3:0 beim 4:0-Sieg im Finale am 8. September 1974 im Mainzer Bruchwegstadion gegen die DJK Eintracht Erle wurde von den Zuschauern der ARD-Sportschau zum ersten von einer Frau erzielten Tor des Monats gewählt.

## Laufbahn

### Jugend
Bärbel Wohlleben wuchs im nördlichen Rheinhessen in Ingelheim am Rhein auf. Die Zehnjährige wurde gefördert von ihren dem Sport gegenüber sehr offenen Eltern und durfte in jenen Jahren in der Jugendabteilung der Spielvereinigung Ingelheim mit den Jungen das vereinsmäßige Fußballspiel ausüben. Nebenher war sie auch in der Leichtathletik aktiv. Durch ihren Vater zielführend betrieben, er war selbst engagierter Sportler und als Rechtsanwalt ehrenamtlich als Justitiar für den Südwestdeutschen Fußballverband tätig, konnte Bärbel mit einer Sondergenehmigung als einziges Mädchen in Rheinland-Pfalz bei den Jungen mitspielen. Sie konnte mit dem männlichen Nachwuchs mithalten, sie gehörte sogar zu den Besseren. Als einziges Mädchen in einer Jungenmannschaft in Rheinland-Pfalz war sie eine Attraktion. Das ging aber nur bis zu C-Jugend, danach durfte sie nicht mehr spielen und musste sich im Sport fortan wieder auf die Leichtathletik und das Handballspiel konzentrieren.
Jahrelang war ihr nur noch das Freizeit-Kicken mit den drei Brüdern auf den Bolzplätzen in Ingelheim möglich. Dem leistungsorientierten Handballspiel ging sie dagegen beim damaligen deutschen Spitzenklub TV Vorwärts Frankfurt nach.

### TuS Wörrstadt
Bei einem Handballspiel im Oktober 1969 lernte sie Uschi Demler kennen, kam auch über deren offenkundiges Geschick im Umgang mit dem Ball als Fußballerin beim Aufwärmen mit ihr ins Gespräch und erfuhr dabei, dass Demmler schon seit ein paar Monaten mit den Frauen von TuS Wörrstadt Fußball trainierte. Am nächsten Tag fuhr Wohlleben zum ersten Training in das 20 km vor den Toren von Mainz gelegene Wörrstadt. Am Buß- und Bettag 1969 absolvierte sie ihr erstes Freundschaftsspiel mit den TuS-Frauen. Da sie bei ihrem Vater in dessen Rechtsanwaltskanzlei arbeitete, konnte sie jeden Mittwochnachmittag ohne berufliche Nachteile ein zusätzliches Lauf- und Krafttraining neben den abendlichen Vereinstrainingseinheiten in Wörrstadt durchführen. Schnell erwarb sie sich durch ihre Leistungen als Fußballspielerin den ehrenvollen Beinamen der „weibliche Beckenbauer“.
Nachdem der DFB am 31. Oktober 1970 in Travemünde auf seinem Verbandstag das Frauenfußballverbot aufgehoben hatte, konnte auch im Frauenbereich in und mit offiziellen Rahmenbedingungen gearbeitet werden. In Wörrstadt entwickelte sich um die Spielerinnen Uschi Demler, Bärbel Jung, Ursel Petzold, Karin Pätzold, Bärbel Wohlleben und die später dazugekommene Sportstudentin Anne Haarbach sowie die ehemalige Kunstradfahrerin Gerhild Binder eine erfolgreiche Frauenfußballmannschaft. Wohlleben stand 1970 in der ersten Auswahlmannschaft, die vorrangig aus Spielerinnen des SC 07 Bad Neuenahr und der TuS Wörrstadt zusammengestellt war. Bei zwei inoffiziellen Länderspielen gegen Dänemark debütierte sie und erzielte gleich ein Tor per Fallrückzieher. Administrativ wurden die TuS-Damen von „Fips“ Scheidt auf dem Weg nach oben maßgeblich unterstützt. Zeitgleich fand der gleiche positive Prozess im Rheinland bei der Frauenmannschaft des SC 07 Bad Neuenahr statt, wo sich Heinz-Günter Hansen als umtriebiger Motor betätigte. Erstmals 1972 konnten Wohlleben und Co. ihre Rivalinnen aus dem Rheinland bezwingen.
Scheidt organisierte 1973 ohne die Zustimmung des DFB ein Turnier der Landesverbandsmeister. Diese Meisterschaft musste inoffiziell bleiben, da noch nicht jeder Landesverband einen Meister ermittelt hatte und wurde deshalb auch unter dem Namen „Goldpokal“ ausgetragen. Die Wörrstädterinnen fühlten sich schon als „Meistermannschaft“, denn sie hatten sich im Halbfinale gegen Bad Neuenahr durchgesetzt und entschieden auch das Finale am 29. September 1973 in Rüsselsheim gegen die Mannschaft des FC Bayern München mit 3:1 Toren für sich. Zwölf Monate später, am 8. September 1974 in Mainz, holte Wörrstadt mit Trainer Erwin Hartmann und Spielmacherin Anne Trabant den offiziellen Meisterschaftsgewinn nach. Nachdem sie sich im Halbfinale in Bingen gegen den Bonner SC durchgesetzt hatten, hatte die Konkurrenz von DJK Eintracht Erle im Endspiel im Mainzer Bruchwegstadion keine Chance. Wohlleben und Kameradinnen setzten sich mit 4:0 Toren durch und feierten damit den Gewinn der ersten offiziell vom DFB durchgeführten Meisterschaft der Frauen. Bärbel Wohllebens Treffer zum 3:0-Zwischenstand wurde anschließend von den Zuschauern der ARD-Sportschau zum ersten Tor des Monats durch eine Frau gewählt. Der DFB ehrte die Meistermannschaft mit einem Empfang im Mainzer Hilton.
Durch den Weggang von Haarbach und Petzold zum Bonner SC – genau gegen die Bonner Mannschaft verlor Wörrstadt 1975 das Halbfinale in der Endrunde – trat beim TuS eine Zäsur ein. Man hatte im Verein mit dem deutschen Meistertitel 1974 alles erreicht und setzte sich nicht mit aller Kraft gegen den drohenden Ausverkauf zur Wehr. Wohlleben kaufte sich deshalb für 1.000 DM selbst frei und wechselte zur Runde 1976/77 zur NSG Oberst Schiel nach Frankfurt.

### Zweite deutsche Meisterschaft und Karriereende
Als hessischer Meister nahm die 33-Jährige 1977 mit NSG Oberst Schiel erneut an der Endrunde um die deutsche Meisterschaft teil. Nach Erfolgen gegen Tennis Borussia Berlin, Rendsburger TSV und im Halbfinale gegen den badischen Meister SV Schlierstadt stand Wohlleben am 18. und 25. Juni 1977 wiederum im Finale um die deutsche Meisterschaft. Die Mannschaft von Spielertrainerin Anne Trabant-Haarbach, SSG 09 Bergisch Gladbach, setzte sich im Rückspiel knapp mit 1:0 Toren durch und Wohlleben musste sich mit der Vizemeisterschaft begnügen. Im Jahr danach, 1977/78, konnte Wohlleben aber mit der SC 07 Bad Neuenahr doch noch den Gewinn der zweiten deutschen Meisterschaft feiern. Im Halbfinale hatte sich das Wohlleben-Team gegen den KBC Duisburg durchgesetzt und in den zwei Finalspielen im Juni 1978 gegen den saarländischen Meister FC Hellas Marpingen entschieden die zwei Treffer von Christa Nüsser aus dem 2:0-Hinspielsieg zu Gunsten des Rheinlandmeisters. Die 0:1-Niederlage im Rückspiel in Eppelborn konnte den Titelgewinn der Mannschaft aus Neuenahr nicht mehr verhindern.
Nach einer Zwischenstation beim FSV Frankfurt beendete Bärbel Wohlleben ihre Karriere in Ingelheim am Rhein. Dort betreute sie noch bis nach 2010 Mädchenteams. Da das erste offizielle Länderspiel der Frauennationalmannschaft erst am 10. November 1982 in Koblenz gegen die Schweiz stattfand, hatte sie nie einen Einsatz im DFB-Team.

## Auszeichnung
- 2022: Aufnahme in die Hall of Fame des deutschen Fußballs[4]